# 恩卡姆州
4°27′16″N 9°57′56″E / 4.45444°N 9.96556°E

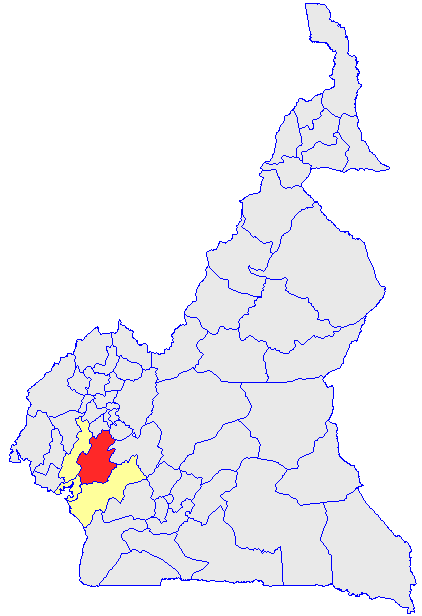

恩卡姆州（法語：Nkam），是喀麥隆的58個州份之一，位於該國西部，由濱海區負責管轄，南面是滨海萨纳加州，面積6,291平方公里，2001年人口66,979，人口密度每平方公里10.6人。